# Wankspitze
La Wankspitze est une montagne d'une altitude de 2 208 m dans le massif du Wetterstein, en Autriche.

## Géographie

### Topographie
Située au sud du chaînon de Mieming, la Wankspitze est une montagne panoramique au-dessus de la vallée de l'Inn. Au nord, elle est séparée du Griesspitzen par le Stötttörl et au sud, il est directement relié par le plateau de Mieming.

## Ascension
Le sommet peut être atteint depuis la Lehnberghaus, d'abord vers l'est jusqu'à l'étang, puis sur la crête nord jusqu'au point culminant. De même, une via ferrata mène du Stöttltörl au sommet (depuis le refuge en direction du nord jusqu'à atteindre le Stöttltörl à l'est).